# Tompa
Tompa este un oraș în districtul Kiskunhalas, județul Bács-Kiskun, Ungaria, având o populație de 4.464 de locuitori (2011). 

## Demografie
Componența etnică a orașului Tompa
     Maghiari (94,94%)
     Romi (1,52%)
     Croați (1,19%)
     Sârbi (1,07%)
     Necunoscut (0,3%)
     Alții (0,97%)
Componența confesională a orașului Tompa
     Romano-catolici (54,39%)
     Fără religie (14,07%)
     Reformați (2,42%)
     Necunoscută (27,84%)
     Alte religii (4,41%)
Conform recensământului din 2011, orașul Tompa avea 4.464 de locuitori. Din punct de vedere etnic, majoritatea locuitorilor (94,94%) erau maghiari, existând și minorități de romi (1,52%) și croați (1,19%). Apartenența etnică nu este cunoscută în cazul a 0,3% din locuitori.  Din punct de vedere confesional, majoritatea locuitorilor (54,39%) erau romano-catolici, existând și minorități de persoane fără religie (14,07%) și reformați (2,42%). Pentru 27,84% din locuitori nu este cunoscută apartenența confesională.